# The Hunger Project

Logo de The Hunger Project

The Hunger Project est une association caritative américaine à but non lucratif qui se consacre à la lutte contre la faim dans le monde.

## Histoire
L'association est fondée en 1977 dans le but d'éradiquer la faim dans le monde. L'association est lancée par le motivational speaker Werner Erhard et le chanteur John Denver.